# Stephanopis championi
Stephanopis championi är en spindelart som först beskrevs av F. O. Pickard-Cambridge 1900.  Stephanopis championi ingår i släktet Stephanopis och familjen krabbspindlar.
Artens utbredningsområde är Panama. Inga underarter finns listade i Catalogue of Life.